# Katharine Gun
Katharine Teresa Gun (nascuda Harwood) (1974) és un lingüista britànica que va treballar com a traductora al Government Communications Headquarters (GCHQ). El 2003, va filtrar informació classificada a The Observer, que feia referència a una petició dels Estats Units que implicava influir sobre diplomàtics d'estats membres del Consell de Seguretat del 2003, qui havien de votar en una segona resolució de Nacions Unides sobre la probable Invasió de l'Iraq de 2003.

## Vida primerenca
El 1977, als 3 anys, Katharine Harwood va anar a viure a Taiwan amb els seus pares, Paul i Jan Harwood. El seu pare havia estudiat xinès a la Durham University i era professor a la Tunghai University, a la ciutat de Taichung, a Taiwan central. Té un germà més jove que ensenya a Taiwan.
Després de passar la seva infantesa a Taiwan, on va estudiar a la Morrison Academy fins als 16 anys, va tornar a Gran Bretanya per estudiar els A-levels a la Moira House, un internat per a noies a Eastbourne. Fruit de la seva educació posterior es descriviria com una "third culture kid". El 1993 va començar a estudiar japonès i xinès a la Durham Universitat.
Gun es graduà amb un segon grau superior, i va aconseguir una feina com a ajudant de professora d'anglès en el JET program a Hiroshima, Japó. Va deixar l'ensenyament el 1999, i després de treballar en diversos llocs, no com a lingüista, el 2001 entrà al GCHQ, després de llegir un anunci al diari. Gun desconeixia que significava el GCHQ, i més tard va dir que "No tenia molta idea del que feien ... m'hi dedicava pràcticament encegada. La majoria de la gent ho fa."

## Filtració
La feina habitual al GCHQ a Cheltenham era fer traduccions de mandarí a anglès. Un dia, el 31 de gener de 2003, Gun va llegir un correu electrònic de Franc Koza, el cap de gabinet de la divisió "objectius regionals" de l'agència nord-americana d'intel·ligència, National Security Agency.
En aquest correu electrònic Koza demanava ajuda en una operació secreta per espiar i pressionar les oficines de Nacions Unides de sis nacions: Angola, Bulgària, Camerun, Xile, Guinea, i Pakistan. Aquests eren sis nacions volubles en el Consell de Seguretat de l'ONU que podrien ajudar amb el seu vot a donar suport a la invasió d'Iraq. El pla podria contravenir els Articles 22 i 27 de la Convenció de Viena en Relacions Diplomàtiques, el qual regula la diplomàcia global.
Gun es va indignar amb el correu electrònic, i es va emportar una còpia impresa del mail a casa seva. Després de contemplar el correu electrònic tot el cap de setmana, el va donar a una amiga que estava en contacte amb periodistes. El febrer, va viatjar a Londres per participar en una manifestació en contra de la guerra amb Iraq. No va tenir més notícies sobre el correu electrònic i no hi va pensar més fins al diumenge 2 de març: va aparèixer publicat en la portada del diari The Observer. Poc després, el dimecres 5 de març, Gun confessava al seu cap del GCHQ que havia filtrat el correu electrònic, i va ser arrestada. En una entrevista a la BBC amb Jeremy Paxman, va dir que no havia plantejat la qüestió amb el caps de personal, ja que "sincerament no creia que això hagués tingut cap efecte pràctic " Gun passà una nit sota custòdia policial, i vuit mesos més tard va acusada de incumplir l'Acte de Secrets Oficial. Mentre esperava el judici, Gun s'apuntà a un curs de postgrau en ètica global a la Universitat de Birmingham.

## Judici
El 13 de novembre de 2003, Gun fou acusada d'un delicte amb relació a la secció 1 de l'Acta de Secrets Oficial de 1989. El seu cas esdevenia una causa célèbre entre els activistes, i moltes persones van fer un pas endavant per instar el govern perquè retirés els càrrecs. Entre ells, el reverend Jesse Jackson, Daniel Ellsberg (que va filtrar els Papers de Pentàgon), i l'actor Sean Penn, que la va descriure com a "una heroïna per a l'esperit humà". Gun es considerava "no culpable", dient en la seva defensa que va actuar per impedir unes pèrdues imminents de vides en una guerra que ella considerava il·legal.
El judici va començar el 25 de febrer de 2004. Al cap de mitja hora, es van retirar els càrrecs perquè l'acusació va declinar de presentar proves. El perquè ho van fer és poc clar. El dia abans del judici, l'equip de defensa de Gun havia demanat al govern qualsevol document amb relació a l'assessorament jurídic sobre la legalitat de la guerra que havia rebut durant el període previ a la guerra. Un judici podria haver exposat al públic qualsevol d'aquests documents. Sembla que es va abandonar el cas per a evitar que determinats documents deixessin de ser secrets. Tanmateix, un portaveu de govern va dir que la decisió per retirar els càrrecs era anterior a les demandes de la defensa sobre els documents. El diari The Guardian va informar que es planejava ja deixar-ho la setmana anterior. El dia del judici, Gun digué, "estic desconcertada que encara al segle XXI els éssers humans encara estem llançant bombes l’un sobre l’altre com a mitjà per resoldre problemes ." El maig 2019 The Guardian va declarar que el cas es va abandonar "quan ... fins i tot els advocats de govern britànic creien que la invasió era ilegal."

## Vida personal
El seu marit, Yasar Gün, és un turc kurd.
El 2020 vivia amb Gun a Turquia i Gran Bretanya. Després que fos acomiadada el 2004, va tenir dificultats per trobar feina. Els darrers anys vivia a Turquia amb el seu marit i la seva filla.
Gun va rebre el Sam Adams Award el 2003 i va rebre el suport en el seu cas del grup d'interès pels drets humans Liberty i de l'Institute for Public Accuracy dels EUA. Sobre el seu cas, Liberty va comentar, "Ens preguntem si la divulgació de documents en aquest procés penal podria haver estat massa vergonyosa ."

## Dins pel·lícula
El gener de 2019, la pel·lícula Official Secrets, tracta els fets que va viure Gun el 2003. La pel·lícula va ser estrenada al Festival de Cinema de Sundance, amb Keira Knightley interpretant a Gun.